# Stefan Zahorowski
Stefan Zahorowski (Zahorski) herbu Korczak (zm. przed 22 października 1696 roku) – kasztelan wołyński w latach 1685-1696, kasztelan bracławski w latach 1683-1685, starosta włodzimierski w latach 1668-1684, podczaszy wołyński w latach 1661-1668, regimentarz wojsk koronnych w 1693, 1698, 1701 roku, rotmistrz królewski w 1678/1679 roku.

## Życiorys
Poseł województwa czernihowskiego na sejm 1661 roku i sejm 1662 roku. Był elektorem Michała Korybuta Wiśniowieckiego z województwa wołyńskiego w 1669 roku. Poseł sejmiku wołyńskiego na sejm koronacyjny 1676 roku, sejm 1678/1679 roku, sejm 1683 roku.
Z dwóch małżeństw miał cztery córki: Katarzynę Czacką i Anielę żonę hetmana wielkiego litewskiego Ludwika Pocieja oraz Antoninę i Rozalię żonę Antoniego Pocieja strażnika wielkiego i regimentarza wojski litewskich. W 1685 był właścicielem Iwankowa przekazanego w posagu córce Rozalii.